# Princeton (Illinois)
Princeton ist eine Stadt und Verwaltungssitz des Bureau County im US-amerikanischen Bundesstaates Illinois. Das U.S. Census Bureau hat bei der Volkszählung 2020 eine Einwohnerzahl von 7.832 ermittelt.

## Geschichte
Die Gegend des heutigen Princeton wurde erstmals um 1830 von Farmern besiedelt. Kurz vor Ausbruch des Amerikanischen Bürgerkriegs im Jahre 1861 wurde die Stadt an das sich ausdehnende Eisenbahnnetz angeschlossen, was in den Folgejahren das Wachstum der Stadt begünstigte. Heute (2023) ist Princeton ein Unterwegshalt des Amtrak-Fernschnellzuges Southwest Chief, der Chicago mit Los Angeles verbindet.

## Bekannte Bewohner
- Owen Lovejoy (1811–1864), reformierter Pfarrer, Abolitionist und Politiker, wohnte ab 1838 im Ort
- Douglas Spencer (1910–1960), Schauspieler, hier geboren
- Virgil Keel Fox (1912–1980), Organist
- Kathryn Hays (1934–2022), Schauspielerin, hier geboren
- Jerry Hadley (1952–2007), Opernsänger